# Одного разу під Різдво
«Одного разу під Різдво» (англ. Mickey's Once Upon a Christmas) — американський різдвяний анімаційний фільм-антологія 1999 року, знятий «Walt Disney Television Animation», який вийшов прямо на відео. У фільм увійшли три повнометражні фільми: «Дональд Дак: Коли Різдво не в радість», «Різдво у сімействі Ґуфі», «Мікі та Мінні: Дари волхвів». У фільмі з'являються й інші діснеївські персонажі. «Коли Різдво не в радість» натхненний оповіданням 1892 року «Різдво щодня» Вільяма Діна Гавеллса, а «Мікі та Мінні: Дари волхвів» заснований на оповіданні 1905 року «Дари волхвів» О. Генрі.